# Kvantálás (fizika)
A fizikában a kvantálás a klasszikus fizika kvantumelméleti megfogalmazását jelenti. A klasszikus fizika valójában a kvantummechanikából származik, annak határértéke, amikor a kvantummechanikai mennyiségek lehetséges legkisebb értékével a nullához közelítünk. A valóságban azonban leggyakrabban fordított irányban járunk el, azaz a klasszikus megfelelőből jutunk el az alapvetőbb kvantumelméleti megfelelőhöz. Ilyen értelemben beszélünk például a kvantumelektrodinamika kvantálásáról.

## Történeti fejlődés
A kvantálás felé az első lépést a kvantumelméletben azt jelenti, hogy bizonyos fizikai mennyiségek esetén azok folytonos lehetséges értékei helyett azok diszkrét lehetséges értékeivel számoltunk (például a fekete test teljes energiája). Az illető lehetséges legkisebb érték neve a kvantum. Ez az érték rendszerről rendszerre más, de a Planck-állandó általában alapvető szerepet játszik benne. Ez néhány klasszikusan nem megmagyarázható jelenséget megmagyarázott, mint például a már említett feketetest-sugárzáson kívül a fotoeffektust.
A következő lépést egy alkalmas matematikai apparátus feltárása jelentette, ami ilyen kvantált értékekhez vezet. A hullámmechanika és a hullám-részecske kettősség alkalmasnak bizonyult, mert a klasszikus hullámegyenlet is képes kvantált, azaz folytonos helyett diszkrét megoldásokat produkálni megfelelő határfeltételek esetén (ilyen például a hegedűhúr rezgése annak diszkrét felhangjaival, a véges térfogatba zártság miatt). Az első atommodellek is ilyen lényegében klasszikus úton állították elő a diszkrét energiaspektrumot.
Az igazi lépést a kvantummechanika felé az operátorok bevezetése jelentette, amiknek diszkrét sajátértékspektruma jelentette az első igazi kvantummechanikai kvantálást. A fizikai objektumok lehetséges állapotait a fizikai mennyiségek operátorainak sajátállapotai jelentik.
A második kvantálás a kvantumtérelmélet speciális formalizmusa, ami alkalmassá teszi sokrészecskerendszerek kezelésére, benne részecskék keltésére ill. eltüntetésére. Ez a hullámfüggvény operátorosítását jelenti. A "második kvantálás" neve magának a formalizmusnak a felületes megértéséből ered, mintha az tényleg egy már kvantált elmélet újbóli kvantálása lenne. A formális indoklás szerint az egyszer kvantált elmélet operátorokkal és normális hullámfüggvényekkel dolgozik, míg a másodkvantált elméletben a hullámfüggvények maguk is operátorok, ami végeredményben a részecskeszámot teszi kvantálttá, azaz nem lehetséges például fél elektron. Ilyen értelemben a második kvantálás egy teljes kvantálás.